# Team Okkinga Communicatie
Team Okkinga Communicatie was een Nederlandse marathonschaatsploeg die gesponsord werd door Okkinga Communicatie. Tot 2011 was transportbedrijf Van der Wiel hoofdsponsor.
Het was een damesteam dat onder leiding stond van Thijs de Vries. De Vries was de opvolger van Gerrit Hilberink die in 2008 stopte als ploegleider. Het team ging voornamelijk voor de dagsuccessen. Op 1 januari 2012 liet Okkinga weten voorlopig door te willen gaan met de marathonploeg. De beslissing kwam na het NK op kunstijs, gevoed door de resultaten van Van der Wal.
Na het seizoen van 2014–2015 namen ploegleider De Vries en sponsors afscheid van de sport.

## Het team
De volgende dames maakten in het laatste seizoen 2014–2015 deel uit van dit team:
- Daniëlle Bekkering
- Linda Bouwens
- Sharon Hendriks
- Foske Tamar van der Wal

De volgende vrouwen hebben in het verleden voor dit team gereden:
- Esther Hilberink
- Marjolijn Hulzebosch
- Carien Kleibeuker
- Iris Prinsen
- Jane Ravestein
- Andrea Sikkema
- Marjon Spijkerman
- Jolanda Langeland